# Кастањини (Верона)
Кастањини је насеље у Италији у округу Верона, региону Венето.
Према процени из 2011. у насељу је живело 75 становника. Насеље се налази на надморској висини од 269 м.